# 杞成公
杞成公（前？年--前637年），是杞国的第9任君主（《史记》记载的杞国世袭缺少杞成公这一环，但根据其他史料，应该存在杞成公）。
杞成公是杞德公（又称杞惠公）之子，继承其国君之位。鲁庄公二十五年，成公娶鲁女为妻。在位时将国都迁侄缘陵（今山东省昌乐县东南）。
杞成公在位18年，传于其弟杞桓公。